# Kenneth Lane
Kenneth Ralph „Ken” Lane  (ur. 16 sierpnia 1923 w Toronto, zm. 22 stycznia 2010 tamże) – kanadyjski kajakarz, kanadyjkarz. Srebrny medalista olimpijski z Helsinek.
Zawody w 1952 były jego jedynymi igrzyskami olimpijskimi. Zajął drugie miejsce w kanadyjkowych dwójkach na dystansie 10 000 metrów. Partnerował mu Donald Hawgood. Kajakarzem i medalistą olimpijskim był również jego brat Norman.